# Perenniporia albocinnamomea
Perenniporia albocinnamomea är en svampart som beskrevs av Corner 1989. Perenniporia albocinnamomea ingår i släktet Perenniporia och familjen Polyporaceae.   Inga underarter finns listade i Catalogue of Life.